# Hyposoter orbator
Hyposoter orbator är en stekelart som först beskrevs av Johann Ludwig Christian Gravenhorst 1829.  Hyposoter orbator ingår i släktet Hyposoter och familjen brokparasitsteklar. Inga underarter finns listade i Catalogue of Life.